# وزغ طلایی
وزغ طلایی (نام علمی: Incilius periglenes) که به نام‌های «وزغ طلایی مونته‌ورده» یا «وزغ مونته‌ورده» نیز مشهور است، نوعی وزغ کوچک و براق بود که زمانی در منطقهٔ کوچکی از جنگل‌های بارانی و استوایی شهر مونته‌ورده در کاستاریکا به وفور یافت می‌شد. در سال ۱۹۸۹ میلادی وزغ طلایی منقرض گردید.

## شناسایی و مشخصات
این وزغ نخستین بار در ۱۹۶۶ و توسط خزنده‌شناسی به‌نام جی سوج شناسایی شد. سوج در ابتدا آنها را غیرواقعی پنداشت و چنین گمان برد که کسی آنها را در رنگ لعابدار انداخته باشد.
طول قورباغهٔ طلایی نر بالغ به زحمت به ۵ سانتی‌متر می‌رسید، رنگش نارنجی مایل به طلایی بود و برعکس بیشتر وزغ‌ها، پوستی روشن و براق داشت. قورباغهٔ طلایی ماده ولی ظاهری کاملاً متفاوت داشت. جثهٔ ماده‌ها بزرگتر از نرها بود و به جای رنگ نارنجی روشن، پوستی زیتونی تیره تا سیاه رنگ با نقطه‌های قرمز و حاشیه‌ای زرد رنگ داشتند.

## انقراض
از ۱۱ مه ۱۹۸۹ دیگر وزغ طلایی در هیچ‌کجای جهان مشاهده نگردیده‌است و همین امر سبب شده تا اتحادیه بین‌المللی حفاظت از محیط زیست (IUCN) آن را در فهرست گونه‌های منقرض شده قرار دهد. زیست‌شناسان و IUCN، دلایل احتمالی انقراض این دوزیست را تغییرات آب و هوایی، گرم شدن زمین، آلودگی هوا، افزایش اشعهٔ فرابنفش، کاهش سطح pH، داشتن زیستگاهی محدود و بیماری‌های قارچی و انگلی ذکر نموده‌اند.